# Kazajistán en los Juegos Olímpicos de Nagano 1998
Kazajistán estuvo representado en los Juegos Olímpicos de Nagano 1998 por un total de 60 deportistas que compitieron en 8 deportes.  
El portador de la bandera en la ceremonia de apertura fue el esquiador de fondo Vladimir Smirnov.

## Medallistas
El equipo olímpico kazajo obtuvo las siguientes medallas:
| Nombre              | Deporte               | Competición |
| ------------------- | --------------------- | ----------- |
| Oro                 |                       |             |
| —                   |                       |             |
| Plata               |                       |             |
| —                   |                       |             |
| Bronce              |                       |             |
| Vladimir Smirnov    | Esquí de fondo        | 25 km M     |
| Liudmila Prokashova | Patinaje de velocidad | 5000 m F    |